# Josh Wink
Joshua Winkelmann (Filadelfia, Pensilvania, EE. UU., 1970) es un pinchadiscos, productor y remezclador de música electrónica especializado en los géneros House y techno.

## Carrera
Mayormente conocido bajo el nombre artístico de Josh Wink, a la edad de trece años comenzó a trabajar como pinchadiscos en una agencia de discotecas móviles que trabajaba en las quince ciudades más importantes de Estados Unidos. Ello le serviría para adquirir experiencia en el manejo de los elementos técnicos para mezclar.
En 1988, Wink conocería a Philly Jock, otro joven descubriendo los frutos de la música electrónica y que se hacía llamar King Britt. Juntos formaron el grupo E-Culture para publicar el sencillo Tribal Confusion, en el que sería uno de los sellos discográficos más importantes en la historia del house neoyorquino, Strictly Rhythm. El tema se convirtió en un clásico de los circuitos underground, lo que le sirvió para darse a conocer por todo Estados Unidos y empezó a recorrerlo pinchando discos en clubes por todo el país.
Además de su carrera como DJ, Wink creó su propio sello Ovum Recordings junto a su antiguo colega King Britt en 1994. En Ovum publicó Liquid Summer que se convirtió en otro clásico y le facilitó la publicación de temas en diferentes sellos discográficos europeos. También comenzó a remezclar a otros artistas como por ejemplo Moby.
El estilo ecléctico de Wink incorpora sonidos de los géneros house, techno, breakbeat y experimentación vanguardista que le ha llevado al éxito mundial con temas como Higher State of Consciousness (Wink), Don't Laugh (Winx) y I'm Ready (Size 9), todos ellos publicados en 1995.
Tras su primer álbum Left Above the Clouds, publicado en 1996 y aclamado por la crítica, Wink publicó un segundo álbum con el título de Herehear.
En 1996 decidió abandonar un poco su faceta de DJ para concentrarse en su sello que estaba a punto de firmar un acuerdo de distribución con RuffHouse-Columbia Records. Desde entonces Ovum Records se ha convertido en un sello respetado en todo el mundo, sus referencias son pinchadas por la mayoría de los disc jockeys.
Uno de sus últimos grandes éxitos fue Superfreak, a pesar de la polémica que hubo entre el propio Wink y el también DJ y productor de música electrónica Daniel Bell (más conocido por su alias DBX), artista cuya música ha influido a reconocidos artistas, incluyendo al propio Wink, por supuesto plagio.
El retorno del acid house le devuelve a la portada de DJ Magazine en 2004 y gracias también a la publicación de un nuevo EP con siete temas y una introducción, 20 to 20 con su vieja amiga Roland TB-303 Bass Line como mejor aliada que nos devuelve al mejor Wink. En la primavera de 2007 saca un EP en el sello Poker Flat de su amigo Steve Bug titulado Thick As Thieves.